# Tetrastigma papuanum
Tetrastigma papuanum är en vinväxtart som beskrevs av Jules Émile Planchon. Tetrastigma papuanum ingår i släktet Tetrastigma och familjen vinväxter. Inga underarter finns listade i Catalogue of Life.